# Neobisium zoiai
Neobisium zoiai är en spindeldjursart som beskrevs av Giulio Gardini och Rizzerio 1986. Neobisium zoiai ingår i släktet Neobisium och familjen helplåtklokrypare. Inga underarter finns listade i Catalogue of Life.